# Parafia wojskowa św. Kazimierza w Orzyszu
Parafia wojskowa pw. Świętego Kazimierza w Orzyszu jest parafią należącą do Dekanatu Wojsk Lądowych Ordynariatu Polowego Wojska Polskiego (do 27-06-2011 roku parafia należała do Warmińsko-Mazurskiego Dekanatu Wojskowego). Obsługiwana przez księży wojskowych. Został erygowany przez Biskupa Polowego WP Tadeusza Płoskiego 1 grudnia 2004 r. Biskup Polowy WP gen. bryg. Tadeusz Płoski przewodniczył 21 maja 2005 r. mszy w kościele garnizonowym pw. św. Kazimierza w Orzyszu. Na początku liturgii bp Płoski poświęcił kościół, a w jej przedsionku umieścił kamień węgielny pobłogosławiony przez Jana Pawła II w czasie jego pobytu w Ełku w 1999 r. Od 1 października 2013 parafia jest połączona z parafią wojskową św. Brata Alberta Chmielowskiego w Bemowie Piskim. Administratorem parafii od 6 listopada 2023 jest ks. mjr Grzegorz Lach. Parafia mieści się przy ul. Wojska Polskiego 17C.